# Притула Олександр Вікторович
Притула Олександр Вікторович (нар. 15 жовтня 1983, Вінниця, Україна) — український дизайнер, художник і ювелір з авторським стилем. Засновник торговельної марки «Prytula Jewellery Group».

## Біографія
Олександр Притула народився 1983 року у Вінниці. 2007 року закінчив Тернопільську академію народного господарства.
У 2012 році заснував ювелірну компанію «Prytula Jewellery Group», зібравши команду талановитих художників, дизайнерів та ювелірів. З 2014 року створив свій авторський стиль, який заснований на складних ювелірних дизайнах, ознакою яких є унікальна техніка ювелірної емалі. Його уміння цього року відзначила у своєму блозі всесвітньо відома експертка ювелірної справи Катерина Перез. Його авторське кільце «Велосипед» брало участь на міжнародних виставках в Дубаї (2014) та Базелі (2015). З 2015 року Притула співпрацює з відомими ювелірними брендами України та Європи. Під маркою «Prytula Jewellery Group» виготовляються ювелірні прикраси із жовтого, білого і червоного золото, яке поєднується з ювелірною емаллю та з високоякісним дорогоцінним камінням (діаманти, смарагди, сапфіри, рубіни тощо).
Команда Олександра Притули стала лавреатом Всеукраїнського конкурсу на найкращий ювелірний дизайн на виставці «Ювелір Експо 2018» в профі категорії з авторською моделлю кольє «Симфонія серпня». Наступного року вони отримали диплом «За втілення класичних традицій» на «Ювелір Експо 2019». Крім того, Олександр Притула став експертом міжнародного журналу «Експо Ювелір»
У 2022 році Притула поступив до академії «Academia Italiana» у Флоренції на кафедру ювелірного дизайну. У січні він переїхав до Італії, а після вторгнення російських військ в Україну (24 лютого 2022 року) продовжив навчатися і працювати в Італії.